# 釜山交通公社沙上下端線
釜山交通公社沙上下端線（プサンこうつうこうしゃササンハダンせん）は、大韓民国の釜山広域市沙上区にある沙上駅から同市沙下区にある下端駅まで結ぶ、釜山交通公社（Humetro）の鉄道路線。
ゴムタイヤ方式の案内軌条式鉄道が採用され、2016年6月15日に着工された。

## 概要
1997年のIMF通貨危機で消滅した5号線計画をベースに規格を4号線に次いでK-AGTでの軽電鉄に変えたものであり、市南西部の鉄道空白地帯解消に寄与する。
沙上加徳線として加徳島の新空港構想とも連動しているが、このうち市街地区間である当路線が優先着工されることとなった。
将来的には下端菉山線として江西区内の菉山産業公団まで14.4km・13駅を延伸する計画に対し、国土部が承認手続きを急ぐなど、急速に具体化しており、
このうち鳴旨までの8.6kmを先行整備する方針で、加徳島の新国際空港計画の実現次第では空港乗り入れも計画されている。（その後朴槿恵政権により、既存の金海空港拡張が決まり、新空港は白紙化された。）
東海線（旧東海南部線）の複線電化後の運行事業者公募時に5号線を名乗る公算が高かったが、釜山交通公社が辞退し、事業者が韓国鉄道公社になり、広域鉄道区間は釜山交通公社の路線網とは異なる運賃体系のため、当路線が5号線となることが有力とされている。釜山交通公社のうち5番目に計画された都市鉄道路線ということもあり、メディアが5号線と呼ぶこともあるが、まだ路線名・路線色などは確定していない。
ただし、先行着工区間に使用されている駅番号は500番台を付けているなど、含みをもたせている。

## 路線概要
- 総延長：6.9㎞
- 駅数：7
- 運行方式：無人自動運転/中央管制システム
- 着工：2016年
- 開通：2026年（予定）[8]
- 総事業費：732億ウォン[9]

## 車両
- 4号線と同じくK-AGTをベースにした3両1編成

## 歴史
- 2010年
  - 3月 - 予備妥当性調査の結果通知（国土交通部→釜山市）。
  - 7月 - フィジビリティスタディと基本計画の策定着手。
- 2013年
  - 1月 - 基本計画確定・告示（国土交通部→釜山市）。
  - 6月 - 大型工事の入札方法審議（市建設技術審議委員会）。
  - 9月 - ターンキー契約区間工事やその他の区間の設計策定発注。
  - 10月 - ターンキー区間入札参加業者の現場説明会。
- 2016年
  - 6月15日 - 沙上駅前で起工式[10][11][12]。
- 2026年 - 開通予定。

## 駅一覧
- 駅所在地は全線釜山広域市内。

| 駅番号 | 駅名                 | 駅名             | 駅名   | 駅間キロ (km) | 累計キロ (km) | 接続路線 | 所在地 |
| 駅番号 | 日本語               | ハングル         | 英語   | 駅間キロ (km) | 累計キロ (km) | 接続路線 | 所在地 |
| ------ | -------------------- | ---------------- | ------ | ------------- | ------------- | --- | ------ |
| 501    | 沙上駅               | 사상역           | Sasang | 0.0           | 0.0           | 釜山交通公社：●2号線 (227) 釜山-金海軽電鉄：●釜山-金海軽電鉄 (1) 韓国鉄道公社：京釜線・慶全線（慶全電鉄線） | 沙上区 |
| 502    | セビョク市場駅       | 새벽시장역       | -      |               |               | | 沙上区 |
| 503    | 沙上スマートシティ駅 | 사상스마트시티역 | -      |               |               | | 沙上区 |
| 504    | 鶴章駅               | 학장역           | -      |               |               | | 沙上区 |
| 505    | 厳弓駅               | 엄궁역           | -      |               |               | | 沙上区 |
| 506    | 東亜大駅             | 동아대역         | -      |               |               | | 沙下区 |
| 507    | 下端駅               | 하단역           | Hadan  |               |               | 釜山交通公社：●1号線 (102)                                                                                  | 沙下区 |